# Atmosphère protectrice
 (décembre 2016).
Si vous disposez d'ouvrages ou d'articles de référence ou si vous connaissez des sites web de qualité traitant du thème abordé ici, merci de compléter l'article en donnant les références utiles à sa vérifiabilité et en les liant à la section « Notes et références ».

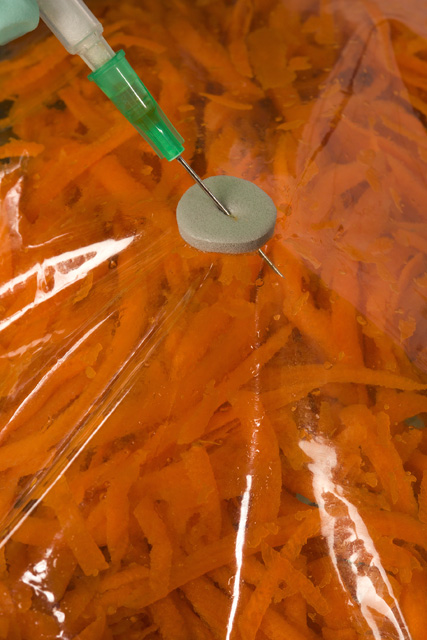
Prélèvement pour analyse des niveaux d'oxygène et de dioxyde de carbone d'un paquet de carottes râpées sous atmosphère protectrice.

Un conditionnement dit « sous atmosphère protectrice » consiste à modifier la composition de l'atmosphère interne d'un emballage (en général de denrées alimentaires mais cette technique est aussi utilisée pour des médicaments) dans le but d'améliorer sa durée de vie.
Le processus tend souvent à réduire le taux de dioxygène (O2), entre 20 % et 0 %, afin de ralentir la croissance des formes de vie aérobie et les réactions d'oxydation. Le dioxygène enlevé peut être remplacé par d’autres gaz.
Cependant, il existe des applications où l'enrichissement en O2 est nécessaire pour agir comme inhibiteur (cas des framboises dont le métabolisme est bloqué avec 80 % d'O2), ou encore en combinaison O2+CO2 pour à la fois travailler l'aspect visuel, organoleptique et sanitaire (viande rouge par exemple).
Le stockage du produit se fait ensuite à basse température (0 à 3 °C).

## Appellations techniques
- MAP : Modified atmosphere packaging, c’est-à-dire : conditionnement sous atmosphère modifiée, l’abréviation venue de l'anglais est restée, même si l’on parle en français d’atmosphère protectrice, ce qui est plus vendeur[1].
- Atmosphère contrôlée : expression moins commerciale car contraire au souci de liberté que devrait exprimer tout message marketing.
- EMAP : Equilibrium Modified Atmosphere Packaging
- ULO : Ultra Low Oxygen

## Historique
- Les recherches ont débuté dans les années 1920.

- Dès les années 1930, le « Controlled Atmosphere Storage » (CAS) ou stockage sous atmosphère contrôlée a été utilisé lorsque les navires transportant des fruits avaient des niveaux élevés de CO2 dans leurs cales, augmentant ainsi la durée de vie du produit. Les expériences montrent que le porc se conserve deux fois plus longtemps sous CO2.

- Dans les années 1970, le conditionnement sous atmosphère modifiée (MAP) arrive en magasin quand le bacon et les poissons sont vendus en emballages de détail au Royaume-Uni, le poulet aux États-Unis.

- En 1974, c’est Marks & Spencer qui introduit des produits sous MAP en France.

- Vers 1985, après des développements sur des pâtisseries charcutières, Auchan fut en France le premier distributeur à proposer de la viande sous atmosphère modifiée avec Socopa et des emballages ONO ; mais les consommateurs n’étaient pas prêts pour ce concept. Il s’est vraiment imposé dans ce pays à la fin des années 1990.

Entre-temps, l'évolution a été continue car la technologie MAP plait aux logisticiens comme aux consommateurs.
Le développement de ces conditionnements, qu’on appelle désormais sous atmosphère protectrice, a accompagné des progrès dans la conception et la fabrication des emballages, des films souples barrière en majorité.

## Produits
Sous atmosphère protectrice (source MSI 2001) sont principalement conditionnés la viande rouge (70 % de la viande préemballée), les produits à base de viande (58 %) et les produits secs (19 %). Viennent ensuite les produits de la pêche (15 %) les salaisons et les fruits et légumes. On trouve également des produits comme du fromage, des produits de boulangerie.

## Le conditionnement sous atmosphère modifiée (MAP)
Le conditionnement sous atmosphère modifiée (MAP) est une technique de préservation des aliments frais ou transformés. L'air qui entoure la nourriture dans le paquet est remplacé par un gaz d’une autre composition. La fraîcheur initiale des produits périssables sera prolongée en MAP car ce procédé ralentit la dégradation naturelle du produit. Le mélange de gaz dans le paquet dépend du type de produit, du matériel d'emballage et de la température d'entreposage.
La viande et le poisson exigent des films à très faible perméabilité au gaz, aussi pour les produits non-respirants (viandes, poissons, fromages…), des films « haute barrière » sont utilisés. Le mélange gazeux introduit ne variera pas dans l’emballage.

## Conditionnement sous atmosphère modifiée équilibrée (EMAP)
Pour le conditionnement des végétaux fraîchement coupés, des fruits et des légumes, l’EMAP (Equilibrium Modified Atmosphere Packaging ou conditionnement sous atmosphère modifiée équilibrée) est la technique d'emballage la plus utilisée. Les fruits et légumes sont des produits respirants, après récolte, ils dégagent de l’éthylène. Pour ralentir la respiration normale du produit, l'atmosphère du colis se compose généralement d'un niveau abaissé de O2 et un niveau accru de CO2. L'interaction, entre le matériau d'emballage et le produit, est importante. Si la perméabilité (O2 et CO2) du film d'emballage est adaptée à la respiration du contenu, un nouvel équilibre s’établira dans l’atmosphère modifiée et la durée de conservation du produit va augmenter. Bien entendu, il existe d'autres facteurs tels que la nature et la taille du produit, son niveau de préparation et sa maturité qui ont un effet sur la durée de vie d'un produit emballé EMAP.
Les gaz en présence peuvent agir comme des inhibiteurs d'activité cellulaire. C'est le cas notamment de l'O2 pour les framboises qui exposées à plus de 80 % d'O2, n'activent pas la destruction cellulaire liée à la présence d'éthylène C2H4.

## Technologie

### L'atmosphère protectrice
L'atmosphère protectrice entourant l'aliment peut-être faite de plusieurs façons: on discerne deux méthodes :
- un emballage passif, où le gaz protecteur est soit remplacé mécaniquement par de l'air ou une mixture de gaz (injection de gaz), soit généré automatiquement par le système film/aliment (cas des fruits et légumes entre autres) ;
- un emballage actif, par l'utilisation de modificateur de concentration de gaz, d'absorbeur (d'oxygène généralement) ou de relargueurs (dioxyde de carbone)[2].

La mention « emballé sous atmosphère protectrice » s'applique à l’une ou l'autre technique.

#### L'injection de gaz
L'injection de gaz peut se faire par balayage gazeux ou le vide compensé. Le balayage gazeux est utilisé pour sa simplicité technique : l'emballage est rincé par le mélange de gaz désiré, lequel expulse l’air qui contient de l’oxygène. L’inconvénient est la forte consommation de gaz, voire les risques pour les opérateurs si leur environnement de travail se charge en diazote ou oxyde de carbone. La technique de vide compensé nécessite de supprimer totalement l'air avant d’introduire le mélange de gaz désiré. Comme lors de l’usage de sac sous vide, ce procédé ne convient pas aux aliments fragiles qui souffriraient de l’écrasement.

#### L'absorbeur de dioxygène
L'absorbeur de dioxygène se met en œuvre simplement en mettant un absorbeur dans l'emballage avant sa fermeture. Il ne nécessite donc pas d'installation de mise sous vide ou d'injection de gaz. Il convient très bien aux produits très fragiles puisqu'il n'y a aucun écrasement.
Parfois les deux techniques sont utilisées conjointement pour améliorer encore le résultat de conservation (l'injection de gaz étant efficace dès la fermeture de l'emballage, et l'absorbeur ayant la capacité d'absorber l'oxygène résiduel plusieurs jours après la date d'emballage, pour peu qu'il soit correctement dimensionné). Dans le cas d'un usage conjoint, l'absorbeur est beaucoup plus petit (et donc moins cher), puisque la quantité d'oxygène à absorber est plus faible.

### Les capteurs
Le choix des techniques de mesure de gaz sont déterminantes pour s'assurer de la cohérence des résultats : certains gaz interférent avec la chimie propre des capteurs. On peut citer par exemple les alcools, les acides faibles (acide acétique) ou le monoxyde de carbone (produit par le café, avec les sondes à oxyde de zirconium, qui peuvent dans certaines proportions être endommagées par le gaz interférant de façon irréversible.
Les capteurs de dioxygène à sonde zircone obéissent à la loi de Nernst. La réaction chimique se produit à 700 °C, à l'aide d'un substrat de ZrO2 déposé en couche épaisse sur un tube de céramique.
D'une manière générale, l'interférence gazeuse du capteur sélectionné doit être connue pour l'application concernée. Elle vaut pour toute technologie de mesure, qu'elle soit chimique, céramique, ou optique. Plus les concentrations absolues à déterminer sont faibles, plus l'interférence peut devenir prépondérante.
Le facteur d'humidité relative ne doit pas être négligé dans l'effet de nuisance, notamment lorsque le capteur est chauffé à 700 °C, ou simplement par son effet d'adsorption/désorption.

## Gaz
L'atmosphère dans un emballage sous atmosphère modifiée n'est pas l'air (O2 21 %, CO2 0,038 %, N2 78 %), mais est souvent constituée de N2, O2, CO2, sans oublier N2O, Ar et He, voire CO. Les gaz pouvant être utilisés dans les emballages à atmosphère modifiée en France sont définis par la directive 2008/84/CE, et sont annotés comme des additifs alimentaires.
C’est la modification du ratio de ces gaz qui fait la différence dans la prolongation de la durée de vie.
L'oxygène est essentiel lors de l'emballage des fruits et légumes frais car ils continuent de respirer après la récolte. L'absence d'oxygène (O2) peut conduire à une respiration anaérobie dans le paquet qui accélère la sénescence et la détérioration. De trop hauts niveaux d’O2 ne retardent pas sensiblement la respiration, il faut descendre en dessous de 12 % d'O2 pour que le taux de respiration diminue. Donc, l'oxygène est utilisé à de faibles niveaux (3-5 %) pour des effets positifs. En réduisant le niveau d'O2 et en augmentant le niveau de dioxyde de carbone (CO2), le mûrissement des fruits et légumes peut être retardé, la respiration avec production d'éthylène peut être réduite, le ramollissement peut être retardé et les divers changements de composition associés à la maturation peuvent être ralentis. Des niveaux de CO2 supérieurs à 10 % sont nécessaires pour réprimer de façon significative le développement fongique. Malheureusement, au-delà de 10 %, le CO2 agit comme phytotoxique pour les végétaux frais. Le protoxyde d'azote (N2O) peut être préféré pour ses effets bactériostatiques et fongistatique ainsi que son pouvoir cicatrisant sur la peau des fruits. Hélas, il a une image de gaz d’hôpital et c’est aussi un gaz à effet de serre. L’argon (Ar) est un puissant inhibiteur de respiration, plus dense que le diazote il a une bonne efficacité de purge (balayage gazeux efficace), et il est peu cher.
Dans le conditionnement de la viande et du poisson, un haut niveau de CO2, qui peut abaisser le pH, inhibe efficacement les croissances bactériennes et fongiques. L’absence totale d’oxygène, dans le conditionnement de la viande rouge, fera grisailler celle-ci, sans aucune altération de sa saveur. Aussi pour ne pas inquiéter le consommateur, le mélange gazeux réinjecté contient un léger pourcentage d’O2.
Le diazote (N2), gaz inerte et bon marché, est utilisé comme gaz de remplissage, car il n'encourage ni ne décourage la croissance bactérienne. Très peu soluble dans l’eau et les graisses, un mélange utilisé pour emballer des chips est de 99,9 % de diazote gazeux, qui est inerte aux températures et pressions auquel l'emballage est soumis.
Parfois, aux États-Unis notamment, il peut être utilisé du monoxyde de carbone (CO) pour emballer la viande, mais cet usage est contesté.
Une bonne taille d’emballage offrira un volume aux 2/3 occupés par le produit, un tiers par le gaz[réf. nécessaire].

## Films d'emballage

### Perméabilité
Lors de la sélection des films pour le conditionnement MAP, les principales caractéristiques à prendre en compte sont la perméabilité aux gaz, le taux de transmission de la vapeur d'eau, les propriétés mécaniques, la transparence, le type d’emballage (sachet ou barquette) et la fiabilité de l'étanchéité.
Les fruits et légumes sont des produits respirants, en particulier les produits fraîchement coupés, les champignons, le brocoli. Il est nécessaire d’évacuer le gaz qui s’accumule dans l'emballage ; les films conçus avec ces propriétés sont appelés films perméables.
La viande et le poisson sont des produits non-respirants ; ils seront emballés dans des films, dits films barrière, conçus pour empêcher l'échange de gaz (oxygène, gaz carbonique et vapeur d’eau). Ces films sont des structures multicouches, qui associent jusqu’à 7 matériaux superposés dont les qualités s’additionnent pour stopper l’un ou l’autre des gaz, assurer la fiabilité de la soudure ou la résistance mécanique.
Au fil du temps, de nouvelles fonctionnalités sont apparues, comme l’adjonction d’une couche anti-buée pour améliorer la visibilité des produits.

### Intégrité du scellage de l'emballage
Outre l'analyse de gaz à effectuer dans le conditionnement, l'industriel doit garantir le bon scellage de l'emballage. Le contrôle d'intégrité est une donnée essentielle pour la détermination de la DLUO et la DLC. Les équipements de détection de fuite par méthode invasive permettent de déterminer le taux de fuite en fonction des conditions de pression de stress. Une détection de fuite bien instrumentée, notamment par méthode invasive, permet de définir à chaque stade du process d'emballage, de la R&D au suremballage, les paramètres définissant une bonne intégrité et une bonne productivité : épaisseurs de film, soudabilité, température de soudure, traction sur les films, angle de coupe, affutage, etc.

## Avantages du MAP
La popularité croissante de ces conditionnements s’explique par le comportement du consommateur moderne qui exige des aliments avec une longue durée de vie sans ajout de conservateurs. Si l'on considère l'exemple de la viande, il n’est plus nécessaire de l’acheter au fur et à mesure des besoins ou de la stocker au congélateur. Faire ses courses une fois par semaine n’empêche plus de manger de la viande fraîche tous les jours.
La difficulté de recruter des chefs bouchers, métier rare et pourtant indispensable pour tenir un rayon viande à la coupe, est ainsi contourné, un magasinier suffit. Il suffit de convertir le laboratoire de préparation de la viande en stockage réfrigéré. Même en fin de journée, il est facile de compléter un rayon, le consommateur du soir n’a pas la sensation de faire ses courses dans un magasin dévalisé. La meilleure longévité des produits permet de proposer un choix élargi, des viandes spéciales (bison, autruche, myocastor…) qui ne peuvent trouver preneur tous les jours.
Les contrôles vétérinaires se concentrent sur l’abattoir et l’industriel de la découpe, dédouanant ainsi le magasin au détriment de l'industriel en cas de problème sanitaire.
Les industriels accroissent leur valeur ajoutée et savent mieux valoriser une carcasse, en particulier les bas morceaux.
L'impact sur l'environnement est gagnant notamment grâce à l'organisation des usines qui sont mieux équipées que les magasins pour traiter les effluents.
Sur le plan logistique, il n’est plus nécessaire de livrer les magasins chaque jour en camion spécial (transport de carcasses suspendues) un camion réfrigéré rempli de palettes bien serrées convient parfaitement.
Un autre avantage est que le gaz agit comme un coussin anti-écrasement dans l'emballage des chips ou de la salade.
L'atmosphère protectrice (MAP) n'est cependant pas une garantie à elle seule de la bonne conservation de l'aliment. Outre les aspects organoleptiques du gaz injecté (ex. : le CO2 attendrit la viande), la conservation doit également être assurée par une bonne méthodologie de détection de fuite instrumentée pour que le gaz présent demeure confiné. La perméabilité du film également ne présage pas complètement de l'échange gazeux total avec l'extérieur.